# Mayssa Guermoud
Mayssa Guermoud (Aix-en-Provence, 24 ottobre 2002) è una nuotatrice artistica francese.

## Palmarès
- Europei

Roma 2022: bronzo nel team tecnico, nel team libero e nel team highlights
- Giochi europei

Cracovia 2023: oro nella routine acrobatica e bronzo nella gara a squadre programma tecnico

### Coppa del Mondo
- 3 podi:
  - 3 terzi posti (3 nella gara a squadre)